# Jared Butler
Jared Gladwyn Butler (ur. 25 sierpnia 2000 w Reserve) – amerykański koszykarz występujący na pozycji rozgrywającego, od 2023 zawodnik Washington Wizards oraz zespołu G-League – Capital City Go-Go.
3 marca 2023 zawarł umowę z Oklahoma City Thunder na występy zarówno w NBA, jak i zespole G-League – Oklahoma City Blue. 28 lica 2023 podpisał kontrakt z Washington Wizards na występy w NBA, oraz zespole G-League – Capital City Go-Go.

## Osiągnięcia
Stan na 4 października 2023, na podstawie, o ile nie zaznaczono inaczej.
NCAA
- Mistrz:
  - NCAA (2021)
  - sezonu regularnego konferencji Big 12 (2021)
- Uczestnik rozgrywek II rundy turnieju NCAA (2019, 2021)
- NCAA Final Four Most Outstanding Player (MOP=MVP) (2021)[6]
- Sportowiec roku konferencji Big 12 (2021)
- MVP turnieju Myrtle Beach Invitational (2020)
- Zaliczony do:
  - I składu:
    - All-American (2021)
    - Academic All-American (2021)
    - Big 12 (2020, 2021)
    - defensywnego Big 12 (2021)
    - najlepszych pierwszorocznych zawodników Big 12 (2019)
    - turnieju NCAA Final Four (2021 przez AP)[7]

  - III składu All-American (2020 przez AP, SN, USBWA, NABC)
  - składu honorable mention All-Big 12 (2019)
- Lider Big 12 w:
  - średniej przechwytów (2 – 2021)
  - liczbie:
    - przechwytów (59 – 2021)
    - celnych rzutów z gry (177 – 2021)

  - skuteczności rzutów za 3 punkty (41,6% – 2021)
- Zawodnik tygodnia Big 12 (25.11.2019, 13.01.2020, 25.01.2021)